# Timmy Duggan
Timothy (Timmy) Duggan (Boulder, 14 november 1982) is een Amerikaans voormalig wielrenner die zijn carrière in 2013 afsloot bij Saxo Bank-Tinkoff Bank.

## Overwinningen
2005
- 1e etappe Ronde van Puerto Rico

2012
- Amerikaans kampioen op de weg, Elite

## Resultaten in voornaamste wedstrijden
| Jaar |  | WK op de weg |  | Wereldranglijsten |
| ---- |  | ------------ |  | ----------------- |
| 2009 |  | 79e          |  | 210e (UWK)        |
| 2010 |  |              |  |                   |
| 2011 |  | 174e         |  |                   |